# Detroit Panthers
I Detroit Panthers sono stati una franchigia di pallacanestro della Premier Basketball League, con sede a Detroit, Michigan.
Debuttarono nella stagione 2000-01, come Detroit Dogs chiudendo la regular season con un record di 24-20, e vincendo il titolo battendo in finale i Chicago Skyliners. Dopo la stagione 2001-02 cambiarono nome in Detroit Wheels, denominazione che mantennero fino sl 2006, quando cambiarono nome in Panthers. Nel 2008-09, dopo una stagione di inattività, passarono alla PBL.
Sono scomparsi dopo la stagione 2008-09.

## Stagioni
| Stagione | Lega     | Denominazione    | V  | P  | %    | Piazzamento | Play-off         |
| -------- | -------- | ---------------- | -- | -- | ---- | ----------- | ---------------- |
| 2000-01  | ABA 2000 | Detroit Dogs     | 24 | 20 | 54,5 | 1º          | Campioni         |
| 2001-02  | ABA 2000 | Detroit Dogs     | 11 | 17 | 39,3 | 4º          | Quarti di finale |
| 2004-05  | ABA 2000 | Detroit Wheels   | 4  | 8  | 33,3 | 6º          | -                |
| 2005-06  | ABA 2000 | Detroit Wheels   | 6  | 17 | 26,1 | 4º          | -                |
| 2006-07  | ABA 2000 | Detroit Panthers | 16 | 10 | 61,5 | 1º          | Quarti di finale |
| 2009     | PBL      | Detroit Panthers | 6  | 14 | 30,0 | 2º          | -                |